# Mrzenci
Mrzenci (v makedonské cyrilici Мрзенци) jsou vesnice v Severní Makedonii, na samém jihu země. Administrativně spadají pod opštinu Gevgelija. V roce 2002 měla vesnice 461 obyvatel, kteří žili ve 142 domácnostech.
Vesnici ze severu ohraničuje řeka Sermeninska reka a z východu dálnice Gevgelija-Skopje a řeka Vardar. 
Většina obyvatelstva je makedonské národnosti. Obyvatelstvo se věnuje především zemědělství. Severně od vesnice se nachází menší průmyslová zóna, připadající městu Gevgelija.